# Энли, Жак
Жак Энли (или Хенли) (настоящие имя и фамилия — Жак Жозеф Эжен Доте) (фр. Jacques Henley; 18 июня 1884, Арнем, Нидерланды — 1 апреля 1951, Ножан-сюр-Марн, Валь-де-Марн, Иль-де-Франс, Франция) — французский актёр голландского происхождения.

## Биография
В кинематографе с 1925 года. Работал помощником режиссёра.
Снимался в кино с 1926 года. За свою карьеру сыграл в 66 кинофильмах, в том числе, немых.

## Избранная фильмография
- 1949 — Ночной дозор — англичанин
- 1949 — Миссия в Танжере — британский полковник в кабаре
- 1948 — Судебная ошибка — американец
- 1946 — Иерихон
- 1940 — Господин Гектор
- 1939 — Серж Панин — месье Хартон
- 1939 — Угрозы
- 1939 — Сердечное согласие
- 1939 — Мода, о которой мечтали (короткометражный)
- 1938 — Ультиматум
- 1938 — С полуночи
- 1938 — Сети шпионажа
- 1938 — Пять су Лавареда
- 1937 — Ложь Нины Петровны
- 1936 — Парижская жизнь
- 1936 — Бунтовщики из Эльсинора
- 1934 — Счастье
- 1933 — Коломба
- 1932 — Жёлтая собака
- 1931 — Трёхгрошовая опера — Тайгер Браун